# Fresia (azienda)
La Fresia Spa è un'azienda nata nel 1923 a Millesimo (SV) con stabilimenti a Cengio (SV) e Niella Tanaro (CN).
L'azienda è stata fondata nel 1923 da Giovanbattista Fresia e produce:
- trattori da traino e trattorini dal 1970 per uso sulle piste aeroportuali[3].
- sgombraneve dal 1949[4].
- telai per veicoli antincendio aeroportuali[5].
- applicazioni per la difesa[6].
- veicoli industriali dal 1949[7].

La Fresia Spa produce mezzi per l'Esercito Italiano.

## Mezzi in produzione

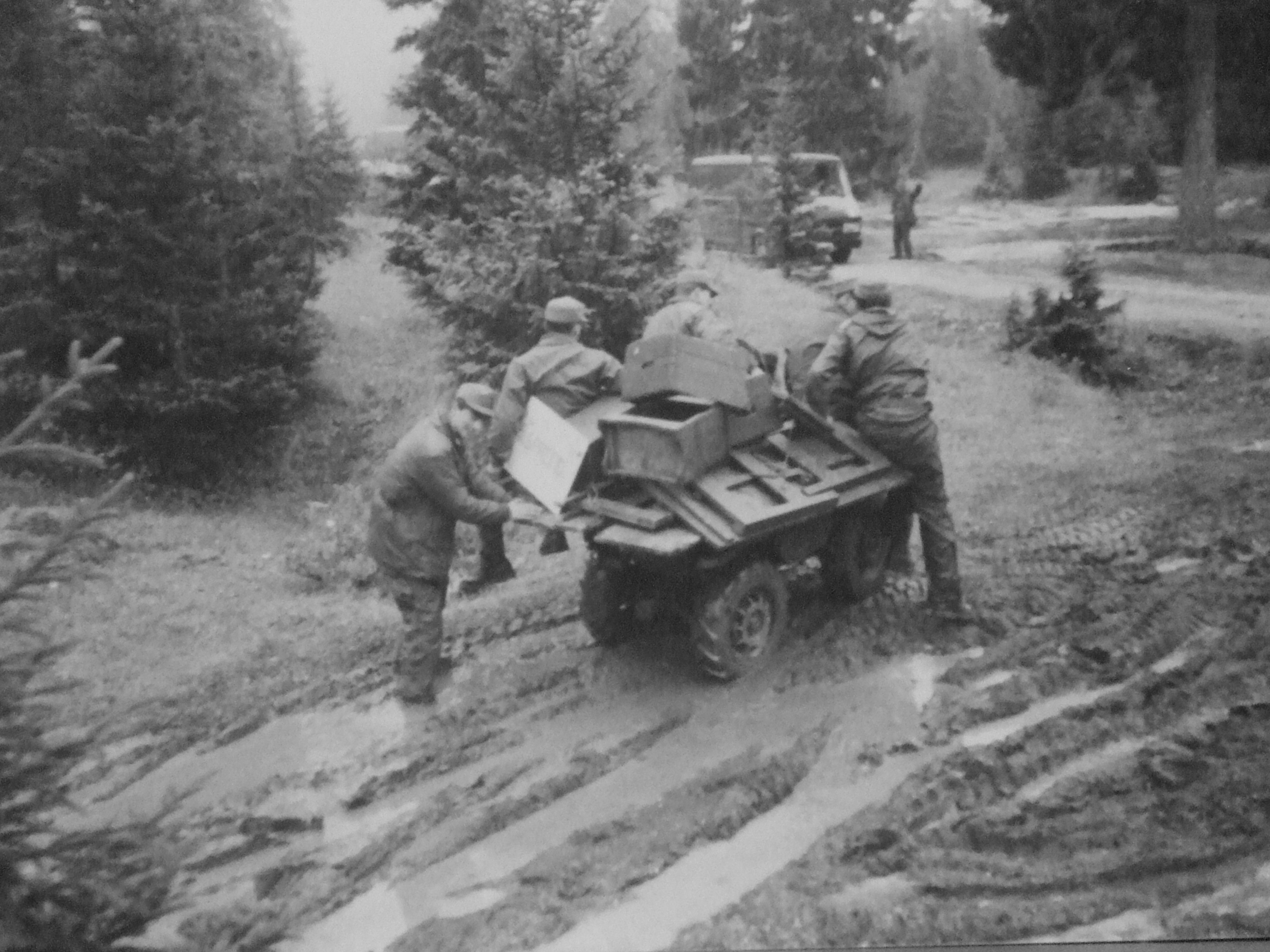
Fresia F10 in uso dalla Brigata alpina "Tridentina" nel 1983 presso il lago di Misurina (Veneto).

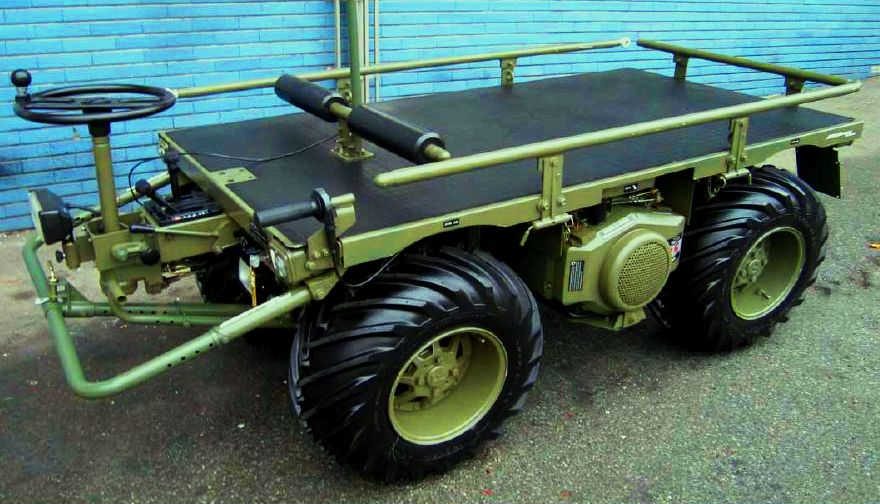
Fresia F18 in uso dall'Esercito italiano.

- ATLAS TT, trattorino aeroportuale che può movimentare fino a A320 e 737.
- F25 4x4, veicolo militare leggero in uso all'Esercito Italiano[9].
- F25, veicolo militare leggero in uso all'Esercito Italiano.
- F40, trattorino aeroportuale.
- F60, trattorino aeroportuale.
- F90, fresa sgombraneve Diesel da 260 a 650 HP.
- F120 - F150, serie di veicoli industriali 4x4
- F150FS veicolo per uso su rotaia per la manutenzione di ferrovie, recupero di veicoli in panne su rotaie e strade (tram cittadini).
- F250, trattore aeroportuale.in fase di sviluppo.
- F260, Autocarro a telaio ribassato con piattaforma di carico, ideale per i vigili del fuoco o per il soccorso stradale.
- F3000, trattorino aeroportuale.
- Metro Cab, veicolo per il servizio di nettezza urbana.
- PF1000, fresa sgombraneve azionata da motori fino a 1000 HP.
- SP100, trattore aeroportuale.
- SP200, trattore aeroportuale.
- SP300, trattore aeroportuale.
- SP300-60, trattore aeroportuale.
- F800 serie 4x4, 6x6, 8x8 autotelaio speciale 8x8 per veicoli antincendio aeroportuali (ARFF).